# Reial Federació Motociclista Espanyola
La Reial Federació Motociclista Espanyola (en castellà: Real Federación Motociclista Española, RFME) és l'entitat rectora de l'esport del motociclisme a l'estat espanyol. Constituïda com a Federación de Clubes Motoristas pel Reial Moto Club de Catalunya i el Real Moto Club de España a Saragossa, el 2 de febrer de 1923, la RFME depèn del Consejo Superior de Deportes, té la seu a Madrid i està presidida des de juny del 2012 per Àngel Viladoms. A escala internacional, la federació forma part de la FIM i de la FIM Europe, antigament anomenada UEM.

## Estructura
La RFME està integrada per les federacions esportives d'àmbit autonòmic, clubs esportius, esportistes i càrrecs oficials. Els seus òrgans de govern i representació són l'Assemblea general i el president, els quals compten amb òrgans complementaris de suport: la junta directiva, el secretari general i el gerent. L'Assemblea general també compta amb una comissió delegada d'assistència. De tots aquests òrgans, el president, l'Assemblea general i la seva comissió delegada són electius, mentre els altres són designats pel president.

### Àrees organitzatives
Pel que fa a l'organització interna, la federació disposa dels següents òrgans consultius i tècnics:
- Àrea esportiva:
  - Coordinació esportiva
  - Velocitat, Velocitat Clàssiques, Enduro i Cross Country
  - Motocròs, Trial, Supercross, Freestyle, Supermotard i Quadcross
- Àrea administrativa:
  - Assistent interdepartamental
  - Llicències estatals, internacionals i Colegio Nacional de Cargos Oficiales (CNCO)
  - Àrea financera i comptable
- Comissió femenina

### Membres de la FIM
Com a entitat integrant de la FIM, a la RFME li correspon un cert nombre de càrrecs oficials dins aquesta organització internacional. Actualment, són aquests:
- Comissió de Velocitat: Bartolomé Alfonso Ezpeleta
- Comissió Tècnica: 
  - Oriol Puig Bultó (president de la comissió)
  - Miguel Sánchez Ungría
- Comissió de Motocròs: Josep Alonso Pagès
- Comissió de Trial: Jordi Prat Lebrero
- Comissió d'Enduro: Andrés Somolinos Juliá
- Comitè Jurídic: Santiago Puig Viladomiu

### Federacions
Les diferents federacions autonòmiques que integren la RFME són aquestes:
| Territori           | Federació |
| ------------------- | --------- |
| Andalusia           | FAM       |
| Aragó               | FARAM     |
| Astúries            | FMPA      |
| Illes Canàries      | FICM      |
| Cantàbria           | RFCM      |
| Castella i Lleó     | FMCL      |
| Castella - la Manxa | FCMM      |
| Extremadura         | FEM       |
| Madrid              | FMM       |
| Múrcia              | FMRM      |
| La Rioja            | FRM       |
| Melilla             | FCAMM     |
|                     |           |
| Catalunya           | FCM       |
| País Valencià       | FMCV      |
| Illes Balears       | FBM       |
|                     |           |
| País Basc           | FVM       |
| Navarra             | FNM       |
|                     |           |
| Galícia             | FGM       |

1. ↑  Pel que fa a la FCM, aquesta representa la RFME amb caràcter exclusiu dins el territori de Catalunya, i les normes i els reglaments de la federació estatal només són aplicables a la FCM i als seus afiliats quan aquest actuïn en competicions oficials d'àmbit estatal.[9][10]

## Modalitats
Les modalitats o especialitats esportives que són competència de la RFME són les següents:
| - Enduro - Freestyle - Motoball - Motocròs - Motoneu - Quad - Raid - Rally | - Regularitat - Speedway - Supercross - Supermotard - Trial - Turisme - Velocitat |

Cadascuna d'aquestes especialitats pot tenir diverses categories, classes i subespecialitats segons es determini als seus reglaments específics. A més, la RFME podrà acollir qualsevol especialitat esportiva reconeguda per la FIM sempre que la base en siguin motocicletes de 2, 3 o 4 rodes, erugues o barres de desplaçament amb propulsió a motor de qualsevol espècie, sobre terra, asfalt o qualsevol altra superfície ferma.

### Campionats
A la pràctica, les diverses modalitats que regula la RFME s'estructuren d'aquesta manera:
| Modalitat    | Variants              | Campionats                                                                               |
| ------------ | --------------------- | ---------------------------------------------------------------------------------------- |
| Enduro       | Enduro                | Campionat d'Espanya d'enduro                                                             |
| Enduro       | Superenduro           | -                                                                                        |
| Motocròs     | Motocròs              | Campionat d'Espanya de motocròs                                                          |
| Motocròs     | Motocròs Clàssiques   | Copa d'Espanya de motocròs Clàssiques                                                    |
| Motocròs     | Supercross            | Campionat d'Espanya de Supercross                                                        |
| Motocròs     | Freestyle             | Campionat d'Espanya de Freestyle                                                         |
| Motocròs     | Sidecarcross          | -                                                                                        |
| Motocròs     | Quadcross             | Campionat d'Espanya de Quadcross                                                         |
| Motocròs     | Supermotard           | Campionat d'Espanya de Supermotard                                                       |
| Raid i Rally | Raid                  | -                                                                                        |
| Raid i Rally | Bajas                 | -                                                                                        |
| Raid i Rally | Cross Country         | Campionat d'Espanya de Cross Country Campionat d'Espanya de Cross Country per autonomies |
| Raid i Rally | Cross Country Rallies | -                                                                                        |
| Raid i Rally | Rally TT              | Campionat d'Espanya de Rally TT                                                          |
| Trial        | Trial                 | Campionat d'Espanya de trial                                                             |
| Trial        | Trial indoor          | Campionat d'Espanya de trial indoor                                                      |
| Trial        | Trial Clàssiques      | Copa d'Espanya de trial Clàssiques                                                       |
| Velocitat    | Velocitat             | Campionat d'Espanya de velocitat                                                         |
| Velocitat    | Velocitat Clàssiques  | Copa d'Espanya de velocitat Clàssiques                                                   |
| Velocitat    | Mini velocitat        | Copa d'Espanya de Mini velocitat                                                         |
| Velocitat    | Resistència           | Campionat d'Espanya de resistència                                                       |

1. ↑  Fins al 2007

## Història

### Antecedents
El motociclisme va entrar a la península Ibèrica per Catalunya. A l'estat espanyol, la primera cursa de motocicletes, a més d'automòbils i bicicletes, es va celebrar a Barcelona (10 de desembre de 1899), la primera cursa important de motocicletes, també a Barcelona (1906) i la primera cursa internacional, al circuit Tarragona-Lleida-Tarragona (1906). De les primitives societats ciclistes catalanes de finals del segle xix (Sociedad de Velocipedistas, Unión Velocipédica Española, Club Fotográfico Deportivo, etc.), el 1913 n'acaba sorgint el Moto Club Deportivo Barcelona, entitat que el 1916 es transforma en Reial Moto Club de Catalunya (RMCC). Durant anys, el RMCC fou un dels pilars dels esports del motociclisme i de l'automobilisme a la península, juntament amb el RACC i la Penya Rhin.
En aquella època, llevat de Catalunya, els esports del motor eren gairebé desconeguts a l'estat espanyol tret de la zona de Madrid, on el 1911 s'havia creat el Moto Club Madrid. Aquesta entitat organitzà la seva primera cursa important, la Madrid-Sant Sebastià, el 1916. Poc després, es fundà també a Madrid el Moto Sport Español alhora que el Moto Club Madrid es transformava en Real Moto Club Español. El 15 de juny de 1920, ambdues entitats es fusionen i constitueixen el Real Moto Club de España (RMCE).

### Conflictes entre clubs
Fins a començaments de la dècada de 1920, els pocs clubs motociclistes existents a l'estat eren representats oficiosament dins la Federació Internacional (FICM) pel RMCC, el més important de tots, i en alguna ocasió pel Real Automóvil Club de España (RACE). El 1921, però, l'acabat de crear RMCE es presentà al I Congrés de la FICM de Ginebra tot erigint-se en representant dels clubs espanyols. Davant l'anomalia (era inusual que un petit club representés a tots els d'un estat, havent-n'hi un altre més consolidat), la FICM recomanà als clubs espanyols que s'associessin i creessin una Federació estatal, cosa que aquests no varen fer. El 1922 es repeteix la història quan el RMCE assisteix al Congrés de la FICM de Londres, de nou com a representant dels clubs estatals.
En veure que el problema persistia, la FICM demanà a Alfons XIII que hi intercedís i, arran d'això, el RMCC i el RMCE organitzen sengles curses amb sortida a la seva respectiva ciutat i arribada a Saragossa, on conflueixen el 3 de febrer de 1923. Aprofitant la trobada, ambdues entitats -juntament amb uns altres petits clubs que aprofiten per a assistir-hi- es reuneixen i estableixen les bases d'una associació que, un cop aprovades pel RACE, servirien per a confeccionar el reglament de constitució de la Federació Espanyola de Motociclisme, inicialment anomenada Federación de Clubes Motoristas. L'assemblea se celebrà als locals de la Real Asociación Automovilística Aragonesa.

### Fundació
Tant el lloc com l'ocasió de la fundació de la federació es varen triar de forma diplomàtica; d'una banda, Saragossa és una ciutat equidistant de Barcelona i Madrid, mentre que el moment triat coincidia amb el final de dues curses organitzades pel Reial Moto Club de Catalunya i pel Real Moto Club de España. Tot i que no hi ha documents gaire explícits al respecte, sembla que la primera junta directiva de la federació va ser aquesta:
- Francesc Gomà (com a president del Reial Moto Club de Catalunya)
- Ricardo Ruiz Ferry (com a president del Real Moto Club de España)
- Juan Fabián y Díaz de Cubria (com a moderador)
- Pau Llorens, Adreu Bresca, Joaquim Dalfau, César Viamonto, Vicente González, Manuel Lacarte i Manuel Serrano (com a vocals)

S'ha dividit sovint la història de la federació en tres etapes ben diferenciades:
1. De 1923 a 1936
2. De 1939 a 1985
3. De 1985 a l'actualitat

### Els primers anys
Aprovat el mateix febrer de 1923, el reglament de la nova federació dividia l'esport del motociclisme a l'estat en tres zones:
- A) Cornisa Cantàbrica (Galícia, Astúries, Santander i País Basc) i Navarra, sense responsable en no haver-hi cap club motociclista en tota la zona
- B) Antiga Corona d'Aragó (Aragó, Catalunya, País Valencià i Illes Balears), responsabilitat del RMCC
- C) Resta d'Espanya, responsabilitat del RMCE

De mica en mica, anaren apareixent nous moto clubs que omplien el buit existent fins aleshores. El 1926 es creà la Peña Motorista Vizcaya (PMV), entitat que el 1927 assumí el control de la zona A, i el 1932 nasqué la Peña Motorista de Asturias. Cal dir també que el 1923, aprofitant la trobada dels dos clubs a Saragossa, es creà en aquella ciutat el Moto Club Aragón.
Durant aquella primera etapa, l'entitat funcionava amb un comitè directiu format per representants dels tres clubs (RMCC, RMCE i PMV), essent cadascun autònom a la seva zona. La secretaria general era a Barcelona, on romangué fins al 1939 quan, acabada la guerra civil espanyola, el règim franquista la traslladà per decret a Madrid.

### L'etapa franquista

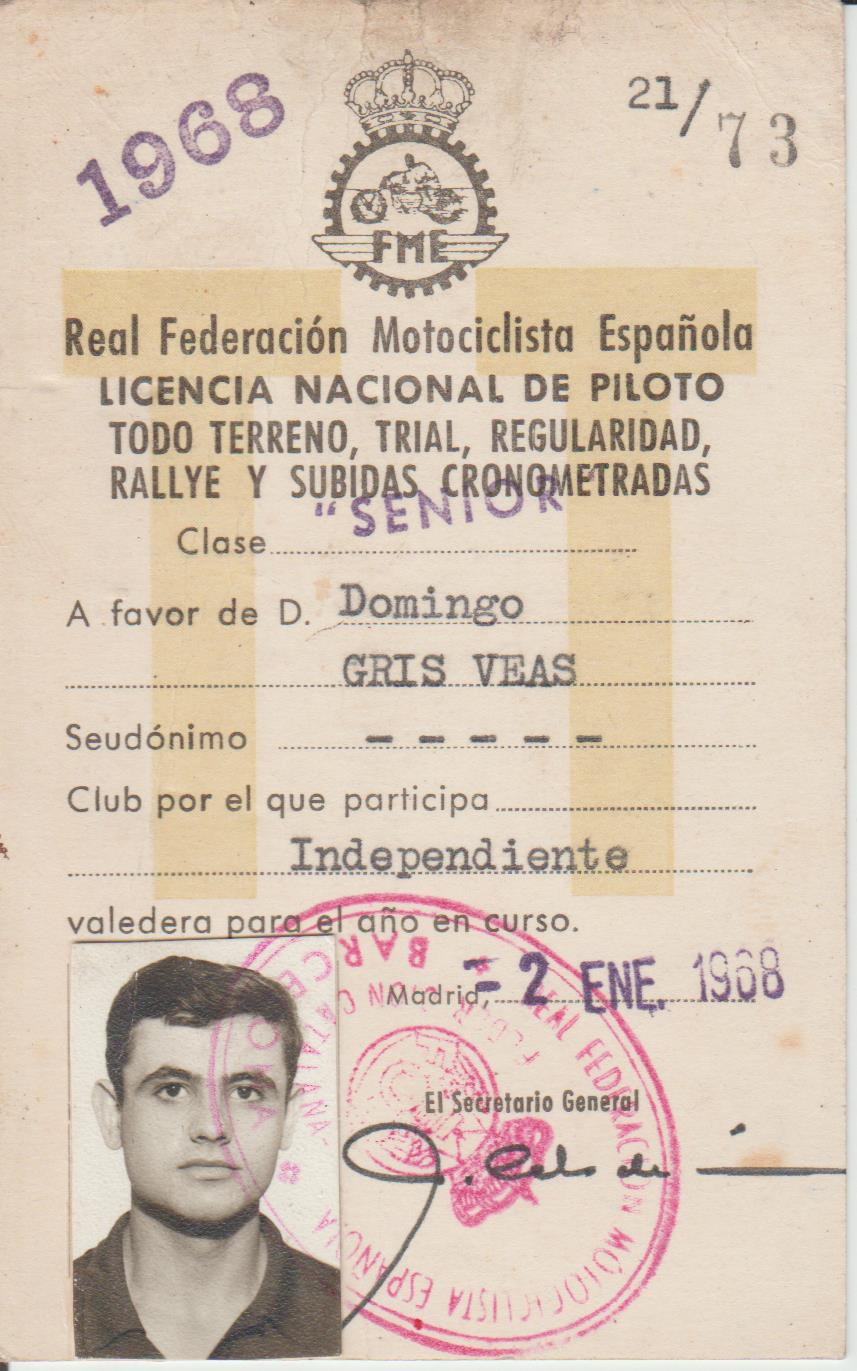
La llicència federativa de la RFME de 1968 de Domingo Gris

Acabada la guerra, el nou règim integra la RFME dins la Delegación Nacional de Deportes (nou ens creat pels colpistes) i en nomena un comitè directiu format íntegrament per persones de Madrid addictes al règim (militars revoltats, falangistes i feixistes diversos). La primera junta directiva de l'entitat que s'ha pogut documentar és la de 1945-1946. Els seus membres eren:
- President: José López Barrón y Cerruti (militar)
- Vicepresident: Sabas Navarro Brinsdon (militar)
- Secretari: Nicolás Rodil del Valle (aristòcrata)
- Tresorer: Luis Lerma Lerma
- Vocals: Javier de Ortueta Martínez (pilot de motociclisme), Juan Prieto Rincón, Juan de la Peña Caballero, Ángel Osorio García, Francisco Melo Cuevas, Ángel Vicente Arohe, José Acosta y Gena, Juan José Vargas Aznar i Antonio Gómez del Barco

El 1946, la RFME vol modernitzar el motociclisme a l'estat i propicia la creació de vuit "federacions regionals": Centre, Andalusia, "Levantina", Catalano-Balear, Aragonesa, "Cántabro-Vasco-Navarra", "Astur-Leonesa" i Gallega. L'edició dels estatuts de la RFME més antiga que es conserva, de 1956, ja esmenta les federacions regionals. La situació es manté fins a 1973, en què aquestes se substitueixen per "delegacions provincials".
De 1951 a 1985, la RFME és dirigida per dos madrilenys, l'aristòcrata Nicolás Rodil del Valle i el franquista Luis Soriano, tret d'una etapa entre 1958 i 1967 en què ho fa un complet esportista català, Marià Cugueró (antic president de la Penya Motorista Barcelona, PMB).

### De Soriano a Viladoms
Luis Soriano, antic Delegado Nacional de Acción Política i lloctinent de la Guàrdia de Franco, passà de vicepresident de la RFME a president el 1967 i s'aferrà al càrrec durant més de 17 anys, durant els quals protagonitzà alguna decisió polèmica. La seva negativa a retirar-se provocà que, a començaments de 1984, el ministre de cultura Javier Solana publiqués un decret llei al BOE en què prohibia que cap president de federació esportiva ocupés el càrrec més de tres mandants, cosa que obligà Soriano a convocar eleccions sense presentar-s'hi. Les eleccions se celebraren el 9 de febrer de 1985 i el guanyador en fou el fins aleshores president de la PMB Toni López.
En l'apartat organitzatiu, les antigues delegacions provincials de la RFME es mantenen fins al 1987, any en què desapareixen per a donar pas a les noves "federacions autonòmiques". El 1990 entra en vigor la llei 10/1990 de l'esport, que estableix la formació dels actuals òrgans de govern de l'entitat: Assemblea general i president.
Des del final de l'etapa Soriano fins a l'actualitat hi ha hagut cinc presidents de la RFME, quatre d'ells catalans. D'aquests, un dels més recordats és Joan Moreta (mort el 13 d'abril de 2015), també procedent de la PMB i responsable directe dels actuals èxits internacionals del motociclisme català. Moreta fou l'impulsor de fórmules de promoció com ara la Copa Conti o l'Open Racc, de les quals en sorgiren nous valors que acabaren per triomfar en competició internacional, entre ells Toni Elías, els germans Aleix i Pol Espargaró i Marc Márquez. El 2012, Moreta abandonà el càrrec per malaltia i qui l'ostenta actualment és Àngel Viladoms, antic president de la Federació Catalana de Motociclisme.

## Llista de presidents
Tot seguit, es detalla la llista de presidents de la RFME des de la seva fundació:
| Ordre | Nom                       | Presidència     |
| ----- | ------------------------- | --------------- |
| 1.    | Ricardo Ruiz Ferry        | 1923-1936       |
| 2.    | Álvaro Elices Gasset      | 1936-1942       |
| 3.    | Julio Oslé Carbonell      | 1942-1945       |
| 4.    | Sabas Navarro Brinsdon    | 1945-1951       |
| 5.    | Nicolás Rodil del Valle   | 1951-1958       |
| 6.    | Marià Cugueró i Conchello | 1958-1967       |
| 7.    | Luis Soriano Rodríguez    | 1967-1985       |
| 8.    | Antoni López i López      | 1985-1987       |
| 9.    | Oriol Mauri i Aurell      | 1987-1993       |
| 10.   | Juan Álvarez Pérez        | 1993-2007       |
| 11.   | Joan Moreta i Munujos     | 2007-2012       |
| 12.   | Àngel Viladoms i Generó   | 2012-Actualitat |